# Juquitiba
Juquitiba est une municipalité brésilienne de l'État de São Paulo. Elle possède la plus grande aire de forêt atlantique préservée de la région métropolitaine de São Paulo et est riche en ressources hydriques. Sa population est de 28,737 habitants, distribués sur une surface de 521,598 km². La municipalité présente un grand potentiel pour l'écotourisme et le tourisme d'aventure.

## Toponyme
"Y-ku-tiba" est un terme d'origine tupi qui signifie “terre de beaucoup d'eau”. On pense que la cité a reçu ce nom à cause de la grande quantité de sources qui existent dans la région et aussi parce qu'elle est une région pluvieuse vu sa localisation dans la serra do Mar.

## Histoire[2]
À l'origine, Juquitiba aurait été, au XVIe siècle, un village d'Indiens réunis par les Jésuites. À cause de son climat, elle ne participa pas au développement de la région : le sucre ne s'y développe pas à cause du froid et de l'humidité et le café n'y résiste pas à la gelée. Depuis le milieu du XIXesiècle la région baignée par le rio Sao Lourenço et son confluent avec le rio Juquía était connue comme quartier São Lourenço . Vers 1887, le site connu comme Capela Nova da Bela Vista de Juquiá fut fondé par Manoel Jesuíno Godinho et son épouse, qui étaient propriétaires du terrain, lorsqu'ils donnèrent deux alqueires pour la construction d'une chapelle en l'honneur de Nossa Senhora das Dores (protectrice de Juquitiba). Ils donnaient aussi le terrain et le bois de construction à ceux qui voulaient y installer leur résidence. En 1907, une loi de la Province créa le District de Paix de Juquitiba avec comme siège le peuplement de Capela Nova da Bela Vista de Juquía qui passa à être nommé Juquitiba. En 1903, l'ingénieur Henrique Boccolini avait conçu une voie ferrée qui devait relier São Paulo à Santo António do Juquiá passant par Juquitiba connue à l'époque comme Capela Nova, créant l'Empresa de Colonização Sul-Paulista (Entreprise de colonisation du sud de São Paulo) avec son siège dans le District. Dans les années 1950, l'ingénieur Álvaro Boccolini projeta un tracé dans cette région pour l'utiliser dans la construction d'un chemin de fer pour relier São Paulo à Curitiba.
Avec la position prise par le gouvernement brésilien de Juscelino Kubitschek de favoriser le transport routier aux dépens du chemin de fer, le tracé original du chemin de fer fut utilisé pour construire l'autoroute nommée BR-2 et depuis BR-116 avec, dans cette région et jusqu'au Paraná (État) le nom de Rodovia Régis Bittencourt (SP-230). Entretemps, Juquitiba était devenu une municipalité se séparant d'Itapecerica da Serra. Actuellement, Juquitiba est un centre touristique écologique et d'aventure.

## Géographie
- Ses limites sont : Ibiúna à l'Ouest et au Nord, São Lourenço da Serra et Embu-Guaçu au Nord-Est, São Paulo à l'Est, Itanhaém au Sud-Est, Pedro de Toledo et Miracatu au Sud.
- Surface : 521,60 km²

### Démographie
- Population
  - Recensement de 2010 :27 977 habitants [4]
  - Estimation de 2013 :30 239 habitants [5]
- IDH-M: 0,709 [6]
  - IDH-M Revenu: 0,680
  - IDH-M Longévité: 0,791
  - IDH-M Éducation: 0,662

### Hydrographie
Juquitiba est une région riche en sources et rivières avec des eaux cristallines. La municipalité possède des barrages et beaucoup de chutes d'eau comme celle do Engano, do França et do Mojolo. La cité est protégée par la loi des Manancias (des sources d'eau) Elle possède :
- Rio São Lourenço
- Rio Juquiá
- Ribeirão das Capivaras
- Ribeirão das Laranjeiras
- Ribeirão dos Cuiabas
- Represa Cachoeira do França

### Autoroute
- Principal accès: BR-116 (Rodovia Régis Bittencourt), L'entrée de la cité est localisée au kilomètre 325 de cette route.
- Climat

Le climat de la région est considéré comme subtropical. La température moyenne annuelle est d'environ dix-huit degrés. Les quatre saisons sont représentées.

### Végétation
La municipalité est dominée par d'immenses portions de la forêt atlantique préservée ce qui lui donne une grande valeur environnementale. Elle a la flore et la faune typique de ce biotope y compris des espèces en risque d'extinction. Elle englobe le Parque Estadual da Serra do Mar et le Parque Estadual de Jurupará, grandes réserves de la forêt atlantique.

### Relief
La région est montagneuse, son attitude moyenne est de 685 mètres. Le point le plus élevé est Bairro das Laranjeiras (quartier des Orangers) (900 mètres) et le plus bas o Bairro do Engano (quartier de la tromperie) (550 mètres).

## Tourisme
Juquitiba se distingue par la pratique de l'écotourisme et le tourisme d'aventure. À seulement 70 km de la capitale de l'État, elle offre un contact avec de grandes surfaces de la forêt atlantique conservée et, maintenant, protégée. Elle permet la pratique de divers sports d'aventure comme le rafting au rio Juquiá, par exemple, en plus du parcours acrobatique en hauteur, grandes randonnées, tyroliennes, kayaks entre autres. Beaucoup de touristes recherchent aussi la cité pour visiter ses chutes d'eau. La municipalité possède des auberges, des campings, et des locaux de pêche.

## Éducation
La cité possède 7 212 élèves dans l'enseignement régulier dont 5 526 élèves dans l'enseignement primaire et 1 680 dans l'enseignement moyen.

## Administration
- Préfet[7] : Francisco Junior (PPS)- 2013/2016
- Vice-préfet : Roberto Lamartino
- Président de la Chambre: Edson Garcia (PT)

## Violence
Juquitiba se distingue, aussi, en valeur négative.
Selon la revue “EXAME” la cité a le plus haut taux d'homicides de l'État de São Paulo et est parmi les 300 plus violentes du Brésil.